# Mirso de Lidia
Mirso (fl. siglo VIII a. C.; también conocido como Meles) fue un rey semihistórico de Lidia. Según Heródoto, fue el vigésimo primer y penúltimo rey de la dinastía Heráclida y fue sucedido por su hijo, Candaules (fallecido hacia el 687 a. C.).